# Арена (телепередача)
«Арена» — спортивно-публицистическая телепрограмма, выходившая в эфир в 1989—1991 годы на Второй программе ЦТ и РТВ.

## История
6 апреля 1989 года программа впервые вышла в эфир. В первый выпуск вошли: страница об истории спорта и зарождении профессионализма, дискуссия между Гарри Каспаровым и Сергеем Бубкой на тему «спорт и личность», очерк об Игоре Петрове (г. Николаев), потерявшем ногу во время службы в армии — так в передаче подняли тему спорта среди инвалидов. Программа выходила в прямом эфире, была возможность обратной связи — зрители звонили с вопросами гостям студии на многоканальный телефон.

Периодичность выпусков: дважды в месяц. Время выхода: 19:00—21:00, с перерывом на телепередачу «Спокойной ночи, малыши!».
В 1990 году изменился формат программы, хронометраж выпуска сократился примерно до 50 минут. В каждой передаче так же в студию приглашался гость, реже — несколько гостей. Обсуждалась определённая тема или известная личность. Например, в архиве Гостелерадиофонда сохранились выпуски о первом советском радиокомментаторе Вадиме Синявском, о футбольных фанатах, о советских олимпийских спортсменах. В 1990 году в эфире программы вышло эксклюзивное интервью с хоккейным тренером Анатолием Тарасовым.
31 мая 1991 года вышел последний выпуск программы. Ведущие Анна Дмитриева и Сергей Ческидов поприветствовали телезрителей в прямом эфире и представили их вниманию записанное ранее интервью с Виктором Тихоновым, тренером сборной СССР по хоккею с шайбой.
Впоследствии программа с тем же названием в формате обзора актуальных спортивных событий или тележурнала о спорте выходила на РТР с 1993 по 2000 годы (в том числе в 1999—2000 годах как «Арена-спорт») и на ТВЦ с 2003 по 2006 годы.

## Критика
Программа пользовалась популярностью не только у любителей спорта. О значении и влиянии «Арены» в профессиональной среде говорит факт, что в 1989 году Марат Грамов, председатель Государственного комитета СССР по физической культуре и спорту, был снят с должности после неудачного выступления в прямом эфире программы. Дмитриева вспоминает:

После того эфира всем стало ясно, какой же Грамов убогий начальник. Не мог внятно ответить ни на один вопрос. Мало того что ничего не понимал в спорте, так и говорить не умел. Его беспомощность и некомпетентность были настолько на ладони, что Грамова сняли на следующий же день.— из интервью «Спорт-Экспресс»